# Rick Dees
Rigdon Osmond "Rick" Dees III (Jacksonville, Florida, 14 de marzo de 1950) es un actor de comedia y locutor de radio estadounidense, conocido por su programa de radio sindicalizado internacionalmente The Rick Dees Weekly Top 40 Countdown y por la canción de 1976 "Disco Duck". Ganador de un People's Choice Award y nominado a un Grammy . Él escribió dos canciones que aparecen en la película Saturday Night Fever, además interpretó la canción principal de la película Meatballs. Dees ha sido el anfitrión de Rick Dees in the Morning show en Hot 92.3 en Los Ángeles, California.